# بوعز دیویدسون
بوعز دیویدسون (عبری: בועז דוידזון‎؛ زادهٔ ۸ نوامبر ۱۹۴۳ ‏(۸۱ سال)) کارگردان، تهیه کننده و فیلمنامه نویس فیلم اسرائیلی تبار است. وی در تل‌آویو، اسرائیل به دنیا آمد و در لندن در آموزشگاه فیلم لندن به تحصیل فیلم پرداخت. 

## فیلم‌شناسی

### کارگردان
- چارلی وهتزی (۱۹۷۴)
- هاگیگا بی اسنوکر (۱۹۷۵)
- لیمو پوپسی (۱۹۷۸)
- قتل عام بیمارستان  (۱۹۸۲)
- آخرین باکره آمریکایی (۱۹۸۲)
- الکس هوله آهوا (۱۹۸۶)
- سایبورگ آمریکایی: جنگجوی فولادین  (۱۹۹۳)

### تهیه‌کننده
- بلوک ۱۶ (۲۰۰۶)
- مرد حصیری (۲۰۰۶)
- کوکب سیاه (۲۰۰۶)
- جان رمبو (۲۰۰۸)
- یک‌بارمصرف‌ها (۲۰۱۰)
- تجاوز (۲۰۱۱)
- افسانه هرکول (۲۰۱۴)
- جرم (۲۰۱۵)